# Wehrmacht
Wehrmacht (česky branná moc) byly v letech 1935–1945 ozbrojené síly nacistického Německa. Skládaly se ze tří hlavních složek: Heer – pozemní vojsko, Luftwaffe – letectvo, obnoveno i přes zákaz smlouvy z Versailles rozkazem Adolfa Hitlera 26. února 1935, Kriegsmarine – námořnictvo, nástupce Reichsmarine od 1. června 1935. Označení „wehrmacht“ nahradilo dříve používaný výraz Reichswehr a bylo projevem snah nacistického režimu o přezbrojení Německa ve větší míře než připouštěla Versailleská smlouva.
Po nástupu nacistů k moci v roce 1933 bylo jedním z nejzřetelnějších a nejodvážnějších kroků Adolfa Hitlera založení wehrmachtu, moderní a schopné ozbrojené síly, která by splňovala dlouhodobé cíle nacistického režimu k znovuzískání ztracených území, dále získání nových a dominovat svým sousedům. To vyžadovalo opětovné zavedení branné povinnosti a obrovské investiční a obranné výdaje na zbrojní průmysl.
Wehrmacht tvořil srdce německé politicko-vojenské síly. Na počátku druhé světové války používal wehrmacht taktiku kombinovaných vojsk (blízká letecká podpora, tanky a pěchota), která byla známá jako Blitzkrieg (blesková válka) a měla v boji zničující účinek. Tažení ve Francii (1940), v Sovětském svazu (1941) a v severní Africe (1941/42) jsou historiky považovány za projevy smělosti. Současně vzdálené zálohy vypjaly kapacitu wehrmachtu až k bodu zlomu a vyvrcholily jeho první velkou porážkou během bitvy u Moskvy (1941); koncem roku 1942 ztratilo Německo iniciativu na všech bojištích. Německé operační umění neprokázalo, že by odpovídalo válečným schopnostem spojenecké koalice, což jasně ukázalo slabiny wehrmachtu ve strategii, nauce a logistice.
V úzké spolupráci s SS a Einsatzgruppen spáchaly německé ozbrojené síly řadu válečných zločinů (navzdory pozdějšímu popírání a prosazování mýtu o čistém wehrmachtu). Většina válečných zločinů se odehrála na území Sovětského svazu, Polska, Jugoslávie, Řecka a Itálie v rámci vyhlazovací války proti Sovětskému svazu, holokaustu a nacistické bezpečnostní války.
Během druhé světové války sloužilo ve  wehrmachtu asi 18 milionů vojáků. V době, kdy v Evropě v květnu 1945 válka skončila, ztratily německé síly (skládající se z armády, Kriegsmarine, Luftwaffe, Waffen-SS, Volkssturmu a zahraničních kolaborantských jednotek) přibližně 11 300 000 vojáků, ze kterých byla asi polovina během války pohřešována nebo zabita. Pouze malá část vrchního vedení wehrmachtu byla souzena za válečné zločiny, a to navzdory důkazům, které naznačují, že jich spousta bylo zapojeno do nezákonných akcí. Podle Iana Kershawa se většina ze tří milionů vojáků wehrmachtu, kteří se účastnili na napadení SSSR, podílela na páchání válečných zločinů.

## Historie

### Vznik

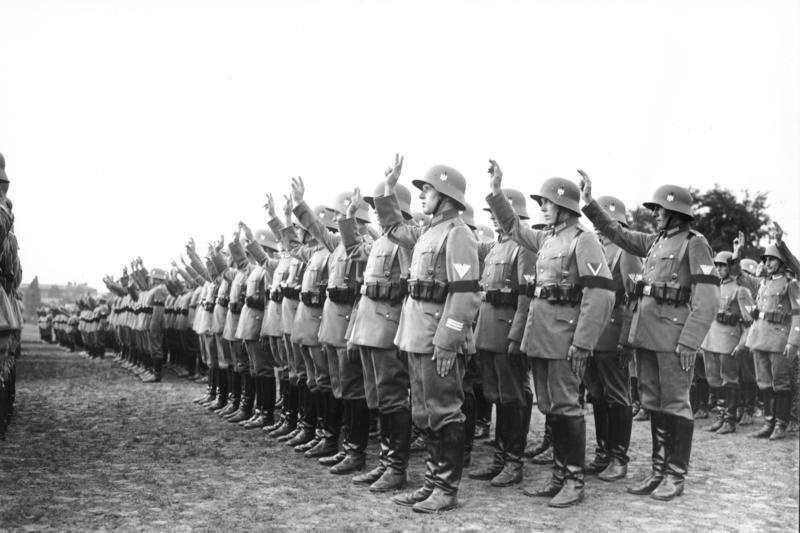
Vojáci Reichswehru skládají přísahu Hitlerovi v srpnu 1934

Po skončení první světové války 11. listopadu 1918 snížila Německá říše stav mírové armády Friedensheer na 420 000 vojáků. Tato dočasná armáda se jmenovala Vorläufige Reichswehr. Vítězné státy Dohody pomocí Versaillerské smlouvy v červnu 1919 uvalily na Německou říši vysoké reparace, zabraly její kolonie a německou armádu (od 23. března 1921 zvanou Reichswehr) omezily na 100 000 vojáků pozemní armády a dalších 15 000 v námořnictvu. Všeobecná branná povinnost byla zrušena a německý velký generální štáb byl zakázán. Vysocí důstojníci v důsledku omezení vytvořili skrytý generální štáb pod názvem Truppenamt. Další omezení se týkaly výzbroje. Německá říše nesměla vlastnit letectvo, tanky, ponorky ani těžké dělostřelectvo. Námořnictvo se šesti bitevními loděmi, šesti křižníky, a dvanácti torpédoborci bylo fakticky omezeno na ochranu pobřeží. Velitelem této okleštěné, ale profesionální armády s obrovským lidským potenciálem se stal Hans von Seeckt. Bývalé země Dohody si neuvědomily, že Německá říše vytváří velitelské kádry vysoce profesionálních vojáků, což znamenalo, že při mobilizaci, byla armáda německé Říše schopna obsadit velitelské funkce těmi nejschopnějšími lidmi a náhle znásobit své počty. Technická omezení v letectví vedly k rozvoji alternativních technologií. Předstih existoval v implementaci raket a letadel s proudovými motory.
Velení armády Německé říše zákazy Versaillerské smlouvy do určité míry porušovalo. Na základě Rapallské smlouvy začala Německá říše spolupracovat se Sovětským svazem. Němečtí odborníci asistovali při industrializaci rozlehlých oblastí SSSR, sovětští důstojníci směli navštěvovat vojenské školy a kurzy v Německu. Ozbrojené síly Německé říše se za odměnu mohly podílet na vývoji sovětských zbraní a pořádat v zemi výcvik letců (např. v Lipecku) nebo tankistů (např. v Kazani), který se na domácí půdě nemohl provádět.
Ačkoliv se kvůli svému významu v němčině slovo Wehrmacht objevovalo i v oficiálních dokumentech už ve dvacátých letech, oficiálně wehrmacht vznikl z Reichswehru až v období po smrti Paula von Hindenburg 2. srpna 1934. Werner von Blomberg, Reichswehrminister (ministr obrany či války) nařídil vojákům Reichswehru přísahat věrnost vůdci, který se jako říšský prezident (něm. Reichspräsident) 16. března 1935 stal formálně i velitelem všech ozbrojených sil. 
Přísaha německého vojáka, platná po 2. srpnu 1934:
| „ | Ich schwöre bei Gott diesen heiligen Eid, dass ich dem Führer des Deutschen Reiches und Volkes, Adolf Hitler, dem Oberbefehlshaber der Wehrmacht, unbedingten Gehorsam leisten und als tapferer Soldat bereit sein will, jederzeit für diesen Eid mein Leben einzusetzen. Před Bohem skládám posvátnou přísahu, že zachovám bezpodmínečnou poslušnost Adolfu Hitlerovi, Vůdci německé říše a německého lidu a nejvyššímu veliteli ozbrojených sil. Jako statečný voják budu připraven za tuto přísahu v každém okamžiku nasadit život. | “ |

Bez vážných zásahů světových mocností Adolf Hitler otevřeně ignoroval veškeré úmluvy a v Německé říši opět zavedl všeobecnou brannou povinnost (Gesetz über den Aufbau der Wehrmacht). Armáda se začala rozrůstat a v průběhu roku dosáhla síly 38 divizí a přibližně 600 000 vojáků. Nové zákony tehdy zavedly i nový název Wehrmacht. Existence sil pod novým názvem byla oficiálně uvedena veřejnosti 15. října 1935. V roce 1936 obsadil wehrmacht po první světové válce demilitarizované Porýní. Velení ozbrojených sil v té době stále tvořily staří pruští důstojníci, kterým obecně sice imponoval Hitlerův militarismus, ale nacismus jako takový jim neimponoval. Werner von Blomberg tak například podpořil Hitlera při likvidaci Ernsta Röhma, když v SA viděl nebezpečí pro armádu. Zanedlouho se začal prohlubovat spor i mezi velitelem pozemního vojska a vznikajícími SS. Po Hossbachově memorandu 5. listopadu 1937 byl Hitler s Blombergem a dalšími vysokými důstojníky, kteří oponovali jeho názorům alespoň tím, že poukazovali na technické problémy, při realizaci jeho agresivních zahraničněpolitických cílů stále více nespokojený. Po Blombergově kontroverzním sňatku, který začalo prošetřovat Gestapo, byl odvolán z funkce. Hitler v té době několika zásahy do struktury ozbrojených sil potlačoval vliv pruských generálů. Podobným způsobem jako Blomberga odvolal Hitler, po zinscenovaném obvinění, z funkce i velitele pozemních vojsk, generála von Fritsche, na jehož místo zařadil poddajnějšího Waltera von Brauchitsch. Nakonec zrušil celé říšské ministerstvo války a přeměnil jej na OKW v čele s Wilhelmem Keitelem. Velitelství se nacházelo ve Wünsdorfu nedaleko Zossenu. 

### Druhá světová válka

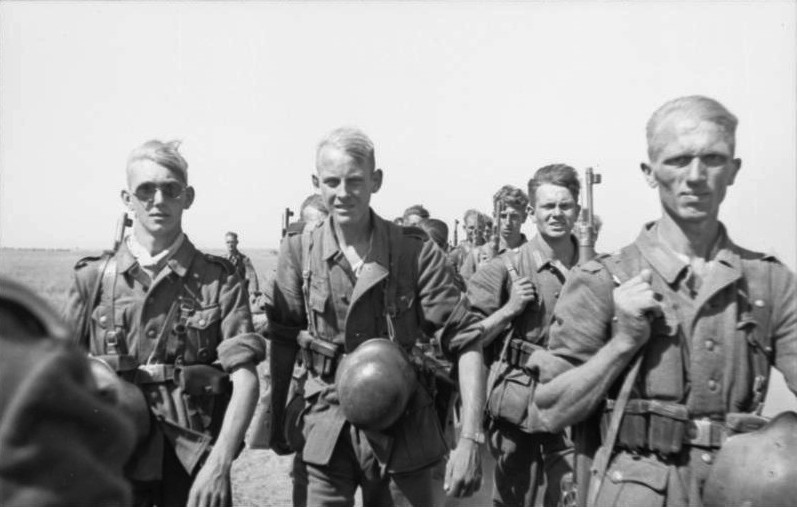
Pěchota wehrmachtu, 1942

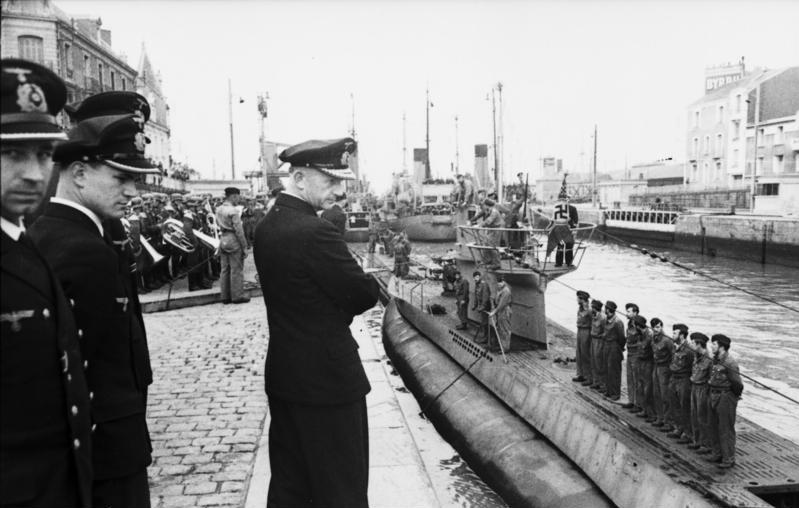
Karl Dönitz při návštěvě ponorkové základny Saint-Nazaire ve Francii, červen 1941

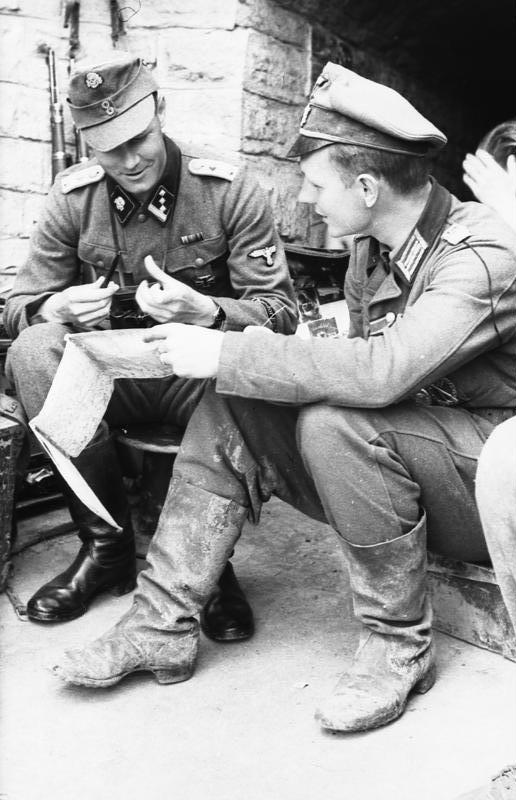
Armádní Oberleutnant s SS-Hauptsturmführerem z Waffen-SS v roce 1944

Před druhou světovou válkou v roce 1939 měla německá armáda více než 2 miliony vojáků a její jednotky byly organizovány ve 120 divizích (99 pěchotních, 9 tankových, 6 motorizovaných, 1 jezdecké, 3 horských a 2 výsadkových). V doplňovacích jednotkách se nacházelo dalších 100 000 mužů..
Německé ozbrojené síly 1. září 1939 napadly Polsko. 17. září se k jejich útoku přidal i Sovětský svaz. Polsko bylo zakrátko poraženo. Zájmy Polska se na západních hranicích Německa pokusily hájit Francie a Spojené království, které vedly tzv. podivnou válku.
9. dubna 1940 začaly německé ozbrojené síly operaci Weserübung, tedy útok na Dánsko a Norsko, aby si zajistily přístup k švédské železné rudě. Ve stejné době se Německá říše připravovala k rozhodujícímu útoku na Francii. Von Mansteinem připravený plán útoku na Francii spočíval v nečekaném, v obchvatném úderu přes slabě bráněný úsek hranic v Ardenách, který Francouzi považovali za neprůchodný pro rozsáhlé tankové jednotky. Německé ozbrojené síly zatím vázaly nejsilnější mobilní síly Spojenců v Belgii. Překvapivým obchvatem se Německé říši podařilo zničit jádro francouzské armády a přinutit hlavní vojenskou mocnost v Západní Evropě kapitulovat. Velká část britských vojsk se stihla stáhnout přes přístav Dunkerque.
Podstatným zdrojem úspěchů Německé říše byla její inovativní taktika tzv. bleskové války, s níž se na začátku války nedokázal v pozemní válce vypořádat žádný z jejich protivníků. Jejich taktika spolu s vysokou kvalitou důstojnického a poddůstojnického sboru, dělala z wehrmachtu vynikající armádu. Na druhé straně chyby na strategické úrovni, nedostatečná špionážní síť a další nedostatky dělaly z nacistického Německa zemi, která byla na nejlepší cestě prohrát další světovou válku.
V roce 1941 začal Afrikakorps operovat i na severoafrickém bojišti po boku italských vojsk. Na jaře roku 1941 Hitler zaútočil na Jugoslávii a Řecko a 22. června 1941 na Sovětský svaz. Boje se Sovětským svazem zaměstnávaly větší část německých sil po zbytek války. Počáteční úspěchy v operaci Barbarossa po zbytek roku 1941, kdy se podařilo obsadit celou Ukrajinu, Bělorusko a Pobaltí a obklíčit Leningrad, vystřídal velký neúspěch, když se Sovětům podařilo zastavit postup Němců u Rostova na Donu a později i u Moskvy. 
Na jaře 1942 německé ozbrojené síly odrazily hlavní sovětské ofenzivní operace a na jihu země přešly do útoku směrem na Kavkaz. Cíle kampaně, obsazení oblasti mezi Donem a Volhou sice byly naplněny, ale většina sovětských sil se stáhla a nebyla zničena. Boje letní kampaně vyvrcholily bitvou u Stalingradu. Německým jednotkám se podařilo získat kontrolu nad většinou města, ale sovětský protiútok způsobil téměř kolaps celého jižního křídla fronty a vynutil si rychlý ústup, takže na jaře 1943 se fronta nacházel v podobném stavu jako před rokem. Ztráty Německa a jeho spojenců byly dalekosáhlé a Hitler musel nařídit přechod do stavu totální války. 
Po neúspěších v bitvě v Kurském oblouku se německé síly dostávaly do stále větší defenzivy, a to i v důsledku aktivizace západních Spojenců, kteří se vylodili na Sicílii a později i na Italské pevnině. V průběhu roku nedokázaly zastavit nápor sovětských vojsk na jižním křídle fronty a postupně ustupovaly z Ukrajiny.
V průběhu roku 1944 se Sovětům podařilo dobýt většinu svého území. Přibližně ve stejné době, v létě 1944, došlo k zdrcující sovětské ofenzívě v Bělorusku a spojeneckému vylodění v Normandii, které znamenalo tolik obávané otevření druhé fronty. Koncem roku 1944 se sice německé síly pokusily o protiútoky na obou frontách (bitva v Ardenách, bitva o Budapešť), jejich snahy Spojenecká vojska odrazila. Po přiblížení spojeneckých sil k Berlínu a samotné bitvě o Berlín německé síly kapitulovaly. Zbývající němečtí vedoucí činitelé po Hitlerově sebevraždě podepsali bezpodmínečnou kapitulaci 8. května 1945. Odpor po kapitulaci kladly zejména jednotky na východní frontě, které se za každou cenu pokoušely probojovat na západ a vzdát se západním Spojencům. Poslední boje v Česku u Milína (okres Příbram) byly zaznamenány v noci z 11. na 12. května 1945.
Některé jednotky wehrmachtu zůstaly stále aktivní i po kapitulaci, např. proto, že nenavázaly kontakt s vojsky Spojenců (např. v Norsku) nebo byly západními Spojenci pověřené policejní činností. Do konce srpna 1945 byly i tyto jednotky rozpuštěny, 20. srpna 1946 Spojenecká okupační komise oficiálně vyhlásila zákonem wehrmacht za zaniklý (Kontrollratsgesetz No. 34). Okupované Německo mělo na čas zákaz budování jakékoliv armády. Armáda Německé spolkové republiky vznikla 5. května 1955 a nesla název Bundeswehr.

## Organizační struktura

Vlajka vrchního velitele německých ozbrojených sil (1935-1938)

Wehrmacht řídilo od 4. února 1938 Oberkommando der Wehrmacht (OKW). OKW nemělo bezprostřední velení nad jednotlivými velitelstvími svých složek:
- OKH Oberkommando des Heeres
- OKL Oberkommando der Luftwaffe
- OKM Oberkommando der Marine

## Činnost
Od vzniku v roce 1935 wehrmacht tvořilo dvanáct armádních sborů sestávajících z 38 divizí o síle 580 000 mužů. Následovala mobilizace záložníků v červenci a srpnu 1939.
Počet vojáků sloužících ve wehrmachtu za dobu jeho existence je odhadován na 15 až 20 milionů mužů. Kolem 5,3 milionů mužů padlo a 11 milionů mužů bylo zajato (část zemřela v zajetí). Wehrmacht utrpěl 80 % svých ztrát v bojích na východní frontě.
Zprávy z fronty byly v tisku nebo v rozhlasu uváděny touto formulací: „Führer-Hauptquartier. Das Oberkommando der Wehrmacht gibt bekannt.“ („Vůdcův hlavní stan. Vrchní velitelství branné moci oznamuje.“)

## Po válce
Veteráni wehrmachtu bez ohledu na národnost i jejich vdovy mají nárok na německý důchod. V roce 1998 Německo změnilo své zákony o důchodech, aby se zabránilo jejich vyplácení válečným zločincům.

## Fotogalerie

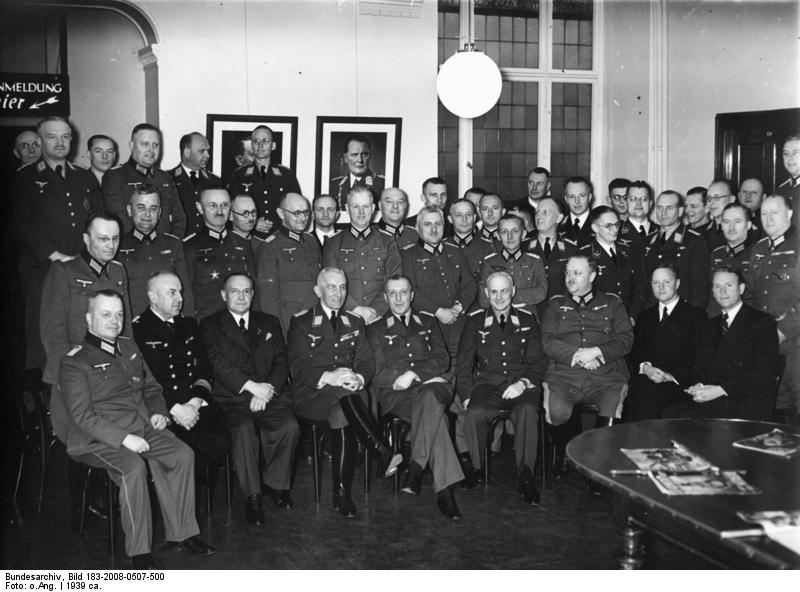
Důstojnictvo wehrmachtu
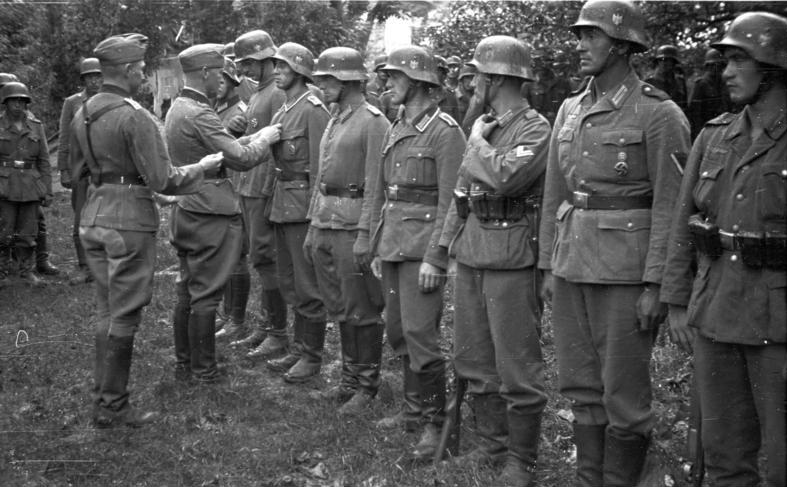
Řadoví vojáci při přijímání vyznamenání
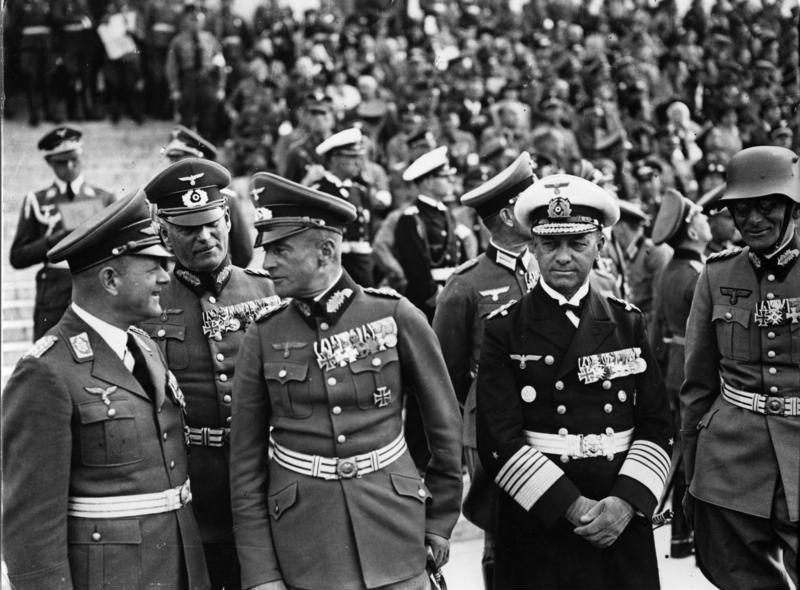
Důstojníci ve slavnostních uniformách
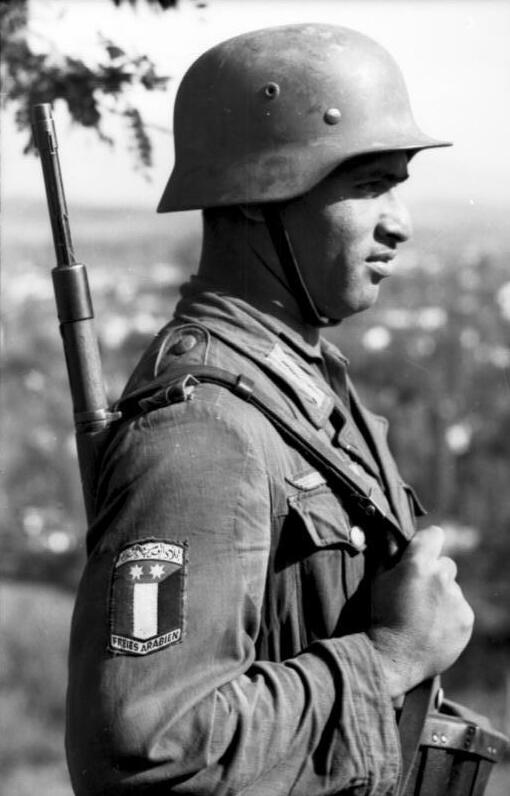
Voják legie „Svobodní Arabové“ na stráži
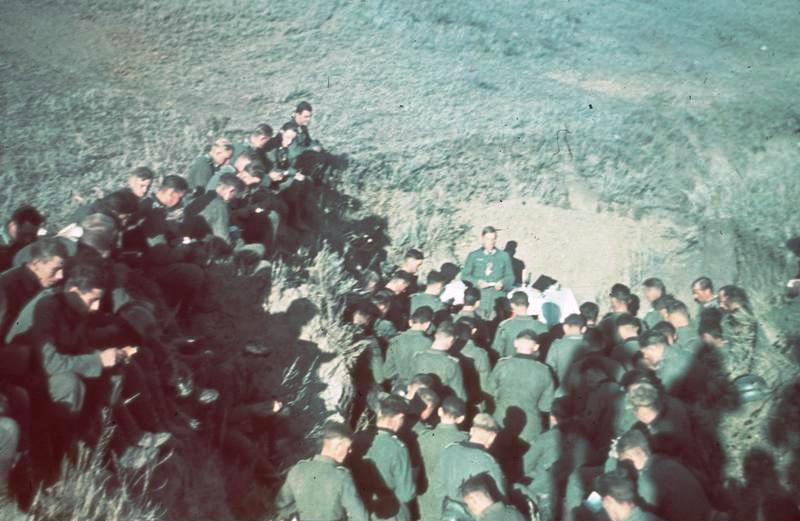
Němci na polní bohoslužbě u Stalingradu
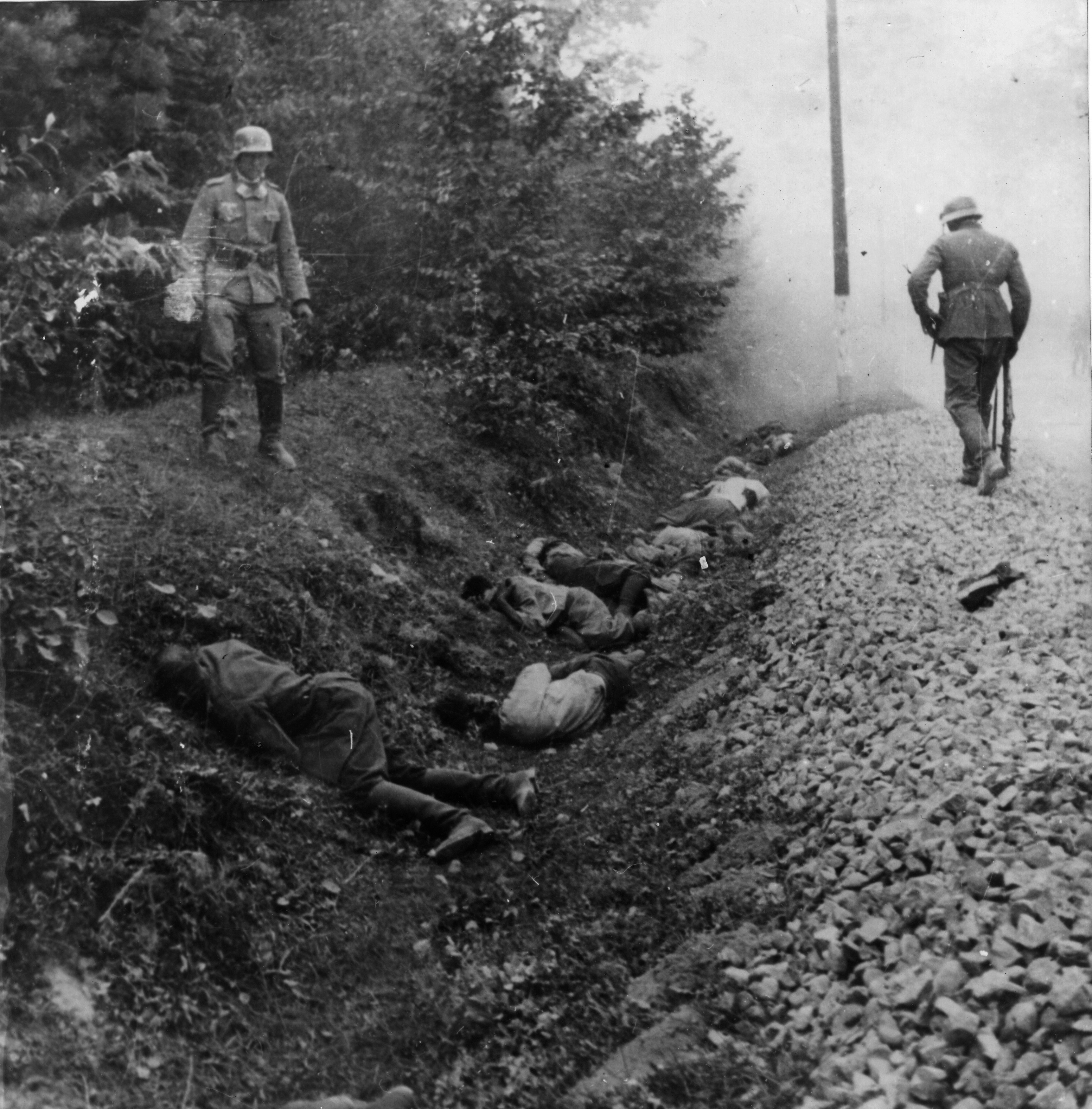
Vojáci wehrmachtu u popravených polských válečných zajatců.
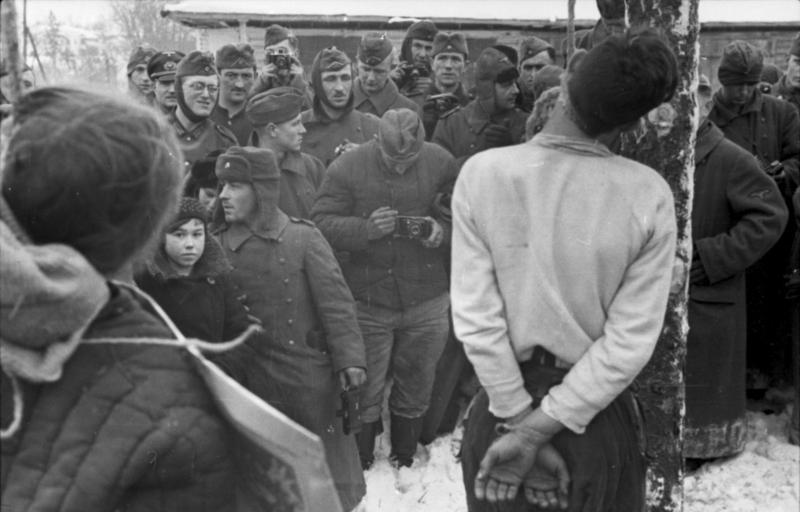
Vojáci wehrmachtu, fotící si věšení ruských partyzánů
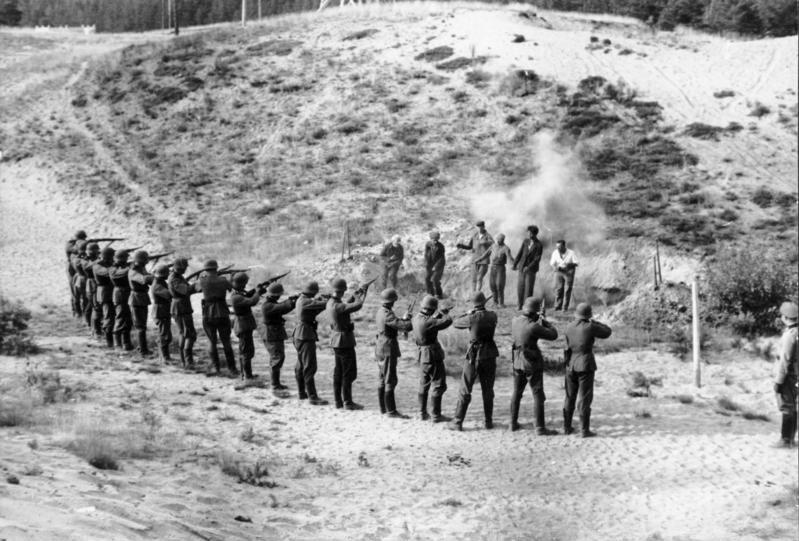
Vojáci wehrmachtu střílejí ruské partyzány na severu Ruska
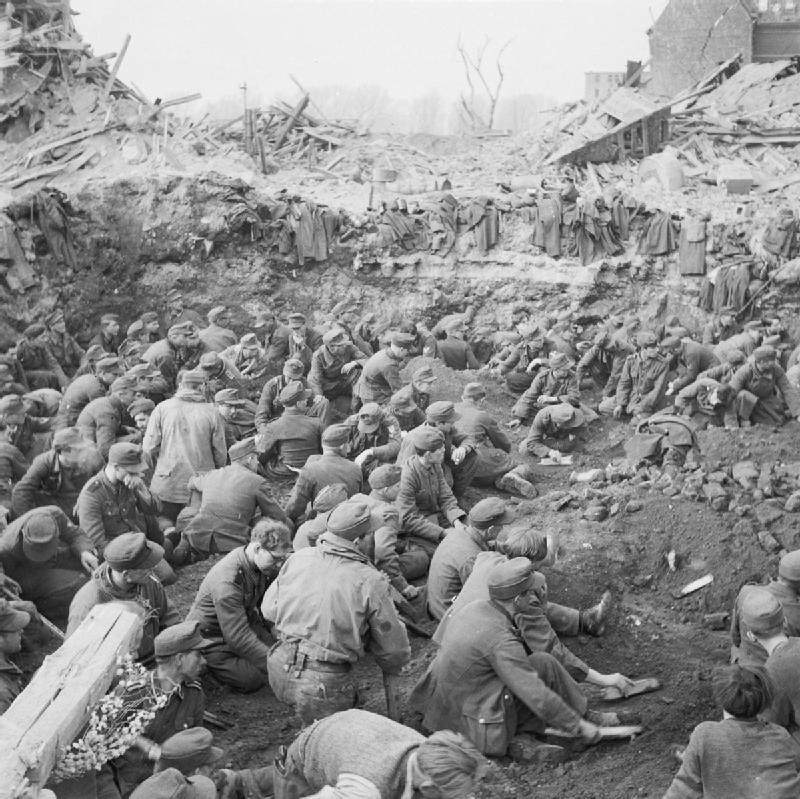
Stovky německých zajatců čekajících na svůj osud